# Cochylimorpha africana
Cochylimorpha africana es una especie de polilla del género Cochylimorpha, tribu Cochylini, familia Tortricidae. Fue descrita científicamente por Aarvik en 2010.

## Distribución
La especie se distribuye por Tanzania.